# Akishimo
L'Akishimo (秋霜? lett. "Brina autunnale") è stato un cacciatorpediniere della Marina imperiale giapponese, diciottesima unità della classe Yugumo. Fu varato nel dicembre 1943 dai cantieri navali Fujinagata.
Appartenente alla 2ª Divisione dall'agosto 1944, ancora in fase di addestramento fu aggregato allo schermo difensivo per una parte della flotta da battaglia che, in maggio, si trasferì a Tawi Tawi; espletò poi funzioni di sentinella a Davao e partecipò alla battaglia del Mare delle Filippine (19-20 giugno). Verso la fine di ottobre fu schierato per la battaglia del Golfo di Leyte e soccorse i naufraghi dell'incrociatore pesante Maya, oltre a combattere al largo dell'isola di Samar il 25. Fu riassegnato alle operazioni di rifornimento via mare dirette all'isola di Leyte e a inizio novembre rimase seriamente danneggiato. Un'incursione aerea su Cavite lo sorprese il 13 novembre immobile in porto e fu distrutto da diverse bombe, affondando il giorno successivo.

## Servizio operativo

### Costruzione
Il cacciatorpediniere Akishimo fu ordinato nell'anno fiscale edito dal governo giapponese nel 1942. La sua chiglia fu impostata nel cantiere navale della ditta Fujinagata, a Osaka, il 3 maggio 1943 e il varo avvenne il 5 dicembre dello stesso anno; fu completato l'11 marzo 1944 e il comando fu affidato al capitano di fregata Toshio Hirayama. Fu immediatamente assegnato all'11ª Squadriglia cacciatorpediniere, dipendente dalla Flotta Combinata e demandata all'addestramento delle nuove unità in tempo di guerra.

### 1944 e l'affondamento
Il 1º aprile 1944 l'Akishimo transitò agli ordini del capitano di corvetta Kotarō Nakao, poiché Hirayama era stato riassegnato all'Hayashimo, e continuò l'addestramento. In ogni caso ai primi di maggio navigò sino a Saeki per costituire con l'Hayashimo e i cacciatorpediniere Nowaki, Yamagumo, Shigure, Michishio e Tamanami il gruppo di difesa per la 2ª e 3ª Divisione portaerei e la nave da battaglia Musashi. Questa importante squadra salpò l'11 maggio alla volta dell'ancoraggio avanzato di Tawi Tawi, isola che fu raggiunta il 16 ma che si rivelò meno sicura del previsto, poiché le sue acque pullulavano di sommergibili statunitensi. Assegnato a un convoglio di petroliere, lo scortò il 25 nella rada di Davao e rimase lì sino al 14 giugno, impegnato in pattugliamenti e nella difesa del traffico navale in entrata o in uscita. Intanto, il 10, era passato alla 2ª Squadriglia della 2ª Flotta, sebbene senza far parte organicamente di una divisione. Dal porto filippino l'Akishimo si unì al resto della flotta da battaglia a ovest delle isole Marianne e fu così presente alla battaglia del Mare delle Filippine, militando precisamente nella "Forza B" del contrammiraglio Takatsugu Jōjima. Dopo la disfatta nipponica seguì le navi in ripiegamento fino all'isola di Okinawa, raggiunta la mattina del 23, e quindi rientrò nelle acque metropolitane. Il 1º luglio lasciò Kure con il gemello Hayashimo per accompagnare la 5ª Divisione incrociatori (Myoko, Haguro) incaricata di recare truppe a Manila e Zamboanga, per poi raggiungere Singapore. La traversata si svolse come previsto e senza incidenti. Il 15 agosto i due cacciatorpediniere furono ufficialmente affiancati al Kiyoshimo nella 2ª Divisione, dipendente dalla 2ª Squadriglia della 2ª Flotta (viceammiraglio Takeo Kurita). Per i due mesi successivi l'attività dell'Akishimo non è nota. Nella seconda metà del 1944 l'unità aveva sicuramente ricevuto una serie di modifiche e potenziamenti. Due installazioni triplee di cannoni Type 96 da 25 mm furono piazzate su due piattaforme, erette ai lati del fumaiolo anteriore; i paramine e metà della ricarica per i tubi lanciasiluri furono rimossi. L'albero tripode prodiero fu rinforzato per ospitare una piccola piattaforma sorreggente un radar Type 22, adatto all'individuazione di bersagli navali; alla base dell'albero fu costruita una camera per gli operatori. Prima della battaglia del Golfo di Leyte, inoltre, fu quasi certamente dotato di un secondo radar, un Type 13 (specifico per i bersagli aerei) all'albero tripode di maestra. Infine comparve, sul ponte di coperta, un certo numero di cannoni Type 96 su affusto singolo, in ogni caso non superiore a dodici. Le fonti sono generiche sul periodo di questi interventi.
Il 14 ottobre l'Akishimo e l'Hayashimo salparono da Singapore con lo speciale compito di prelevare i componenti dello stato maggiore della 31ª Armata, allora a Manila, e di trasferirli a Saigon. Tre giorni dopo, però, Kurita li richiamò urgentemente a Brunei, poiché fervevano i preparativi del complesso attacco aeronavale orchestrato dalla Marina imperiale nelle acque delle Filippine: l'Akishimo e l'Hayashimo ricevettero il dispaccio solo la mattina del 18, quando si trovavano al largo della città in attesa che terminasse un'incursione aerea statunitense. Le due unità invertirono la rotta e si precipitarono a Brunei, schivando l'attacco di due sommergibili americani. Giunti a destinazione furono assegnati al grosso della flotta che avrebbe dovuto attraversare il Mar di Sibuyan, lo Stretto di San Bernardino e calare da nord sul Golfo di Leyte. Già il 23 i giapponesi finirono sotto l'attacco di due sommergibili statunitensi e l'Akishimo salvò i 769 superstiti dell'incrociatore pesante Maya, che trasferì sulla più capiente Musashi. Il giorno successivo fu segnato da violenti attacchi dei gruppi imbarcati americani e, nuovamente, l'Akishimo prestò soccorso a una grande unità, l'incrociatore pesante Myoko danneggiato da alcuni siluri: accolse a bordo il contrammiraglio Shintarō Hashimoto e lo trasferì sull'ancora intatto incrociatore Haguro. La mattina del 25 fu presente alla caotica battaglia al largo dell'isola di Samar ma, sembra, non compì azioni rilevanti; subì invece danni moderati in una collisione con il cacciatorpediniere Shimakaze. Nel primo pomeriggio si affiancò al gregario Hayashimo in difficoltà e lo scortò alla volta dell'isola di Coron, punto di ritrovo per le unità della 2ª Flotta, salvo essere dirottato in aiuto dell'incrociatore leggero Noshiro la mattina del 26 ottobre. Dopo aver tratto dalle acque 328 naufraghi (incluso il contrammiraglio Mikio Hayakawa al comando della 2ª Squadriglia) l'Akishimo si fermò a Coron, fece scendere i passeggeri, si rifornì e riprese il mare, arrivando a Brunei il 29. In ogni caso ripartì alcuni giorni dopo alla volta di Manila per contribuire all'operazione TA, l'invio convoglio dopo convoglio di rinforzi a Leyte, per alimentare la resistenza della 35ª Armata: l'Akishimo arrivò il 4 novembre e fu assegnato al quarto convoglio che salpò il 9 dalla baia della capitale. Uomini e rifornimenti furono scaricati alla svelta a Ormoc ma il giorno successivo, sulla rotta del ritorno, le navi giapponesi furono bersagliate da uno stormo di bimotori Consolidated B-24 Liberator; una bomba centrò l'Akishimo, lo scoppio strappò la prua e uccise sul colpo venti marinai. In qualche modo il capitano Nakao riuscì a mantenere una velocità di 16 nodi e riguadagnò Manila: l'Akishimo sbarcò trentacinque feriti e fu immediatamente ormeggiato all'arsenale di Cavite per le riparazioni, accanto al danneggiato Akebono (14°35′N 120°55′E). Il 13 una pesante incursione aeronavale investì la baia di Manila e i due cacciatorpediniere furono incendiati da bombe giunte a segno; l'equipaggio dell'Akishimo ebbe altri quindici morti e venticinque feriti e, in giornata, Nakao ordinò ai 170 superstiti di abbandonare la nave. Il 14 novembre l'Akishimo fu devastato da una grande esplosione che lo fece rovesciare sul lato di dritta e che condannò anche l'Akebono.
Il 10 gennaio 1945 l'Akishimo fu depennato dai registri della Marina imperiale.